# جامعة ماونت رويال
جامعة ماونت رويال هي جامعة عامة في كندا تأسست عام 1910. تقع في مدينة كالغاري.